# Millennium bim
O Millennium bim é um Banco moçambicano que nasce a 25 de Outubro de 1995, fruto de uma parceria estratégica entre o Banco Comercial Português, actualmente Millennium bcp, e o Estado Moçambicano. É, actualmente, um dos maiores e melhores bancos em Moçambique.

## Sobre o Millennium bim
Em 2000, e na sequência de alterações ao nível da estrutura accionista do Banco Comercial de Moçambique (BCM), o principal accionista do BIM - Banco Internacional de Moçambique, o Banco Comercial Português (BCP) viria a tornar-se o accionista de referência do BCM e do Banco Internacional de Moçambique. Esta evolução determinou a necessidade de se proceder à fusão das duas entidades, processo que ficou concluído em 2001. Desta operação, a nova estrutura do Banco manteve a designação de um dos Bancos - Banco Internacional de Moçambique.

Em 2006, o Banco Comercial Português assume a marca Millennium em todas as geografias onde estava presente.[1] Em alinhamento, o Banco Internacional de Moçambique passa a assumir Millennium bim como marca comercial.  
Alguns marcos importantes:
- 2011: Atinge 1.000.000 de Clientes.
- 2014: Os serviços centrais do Banco mudam de sede, passando a localizar-se no complexo Jat, na Rua dos Desportistas, em Maputo.[5]
- 2015: O Banco celebra 20 anos de existência.
- 2016: Atinge 1.500.000 de Clientes.
- 2018: Atinge 1.800.000 de Clientes.
- 2020: O Banco celebra 25 anos de existência.[6]

Presente em todo o território moçambicano, e com uma das maiores redes de balcões do país, o Millennium bim foi pioneiro na introdução de ATM, POS, cartões de débito e crédito. Com cerca de 2.500 trabalhadores em 2018, o banco é a maior instituição financeira do país, a maior contribuinte fiscal do sistema financeiro moçambicano, com um crescimento contínuo e sustentado.
Em Novembro de 2017, O Millennium bim foi galardoado, em Londres, Reino Unido, com o prémio de “Banco do Ano de Moçambique” pela revista internacional “The Banker”. Foi a 11.ª vez que este prémio foi atribuído pela publicação ao Banco moçambicano. 